# Wybory w San Marino w marcu 2005 roku

Wybory w San Marino w marcu 2005 roku – odbyły się 16 marca, do obsadzenia były stanowiska kapitanów-regentów (dwuosobowej głowy państwa) na sześciomiesięczną kadencję.
Wybrano:
- Fausta Simona Morganti (Postępowa Demokratyczna Partia San Marino)
- Cesar Antonio Gasperoni (Chrześcijańsko-Demokratyczna Partia San Marino)

Przez kolejne sześć miesięcy kolegialną głową tej najstarszej nieprzerwanie istniejącej republiki na świecie (według legendy założonej 3 września 301 r.; pierwsi kapitanowie-regenci wybrani w 1243 r.) byli: postkomunistka Fausta Morganti, parlamentarzystka od 1974 r., członkini delegacji San Marino do OBWE oraz chadek Cesar Gasperoni, który pełnił już tę funkcję między październikiem 1990 a kwietniem 1991, parlamentarzysta w latach 1974–78 i od 1988 r. Ostatnia kapitańska koalicja postępowego demokraty z chadekiem rządziła krajem od października 2000 do kwietnia 2001 (Gian Franco Terenzi – PDCS i Enzo Colombini – PPDS).